# 피날레 에밀리아

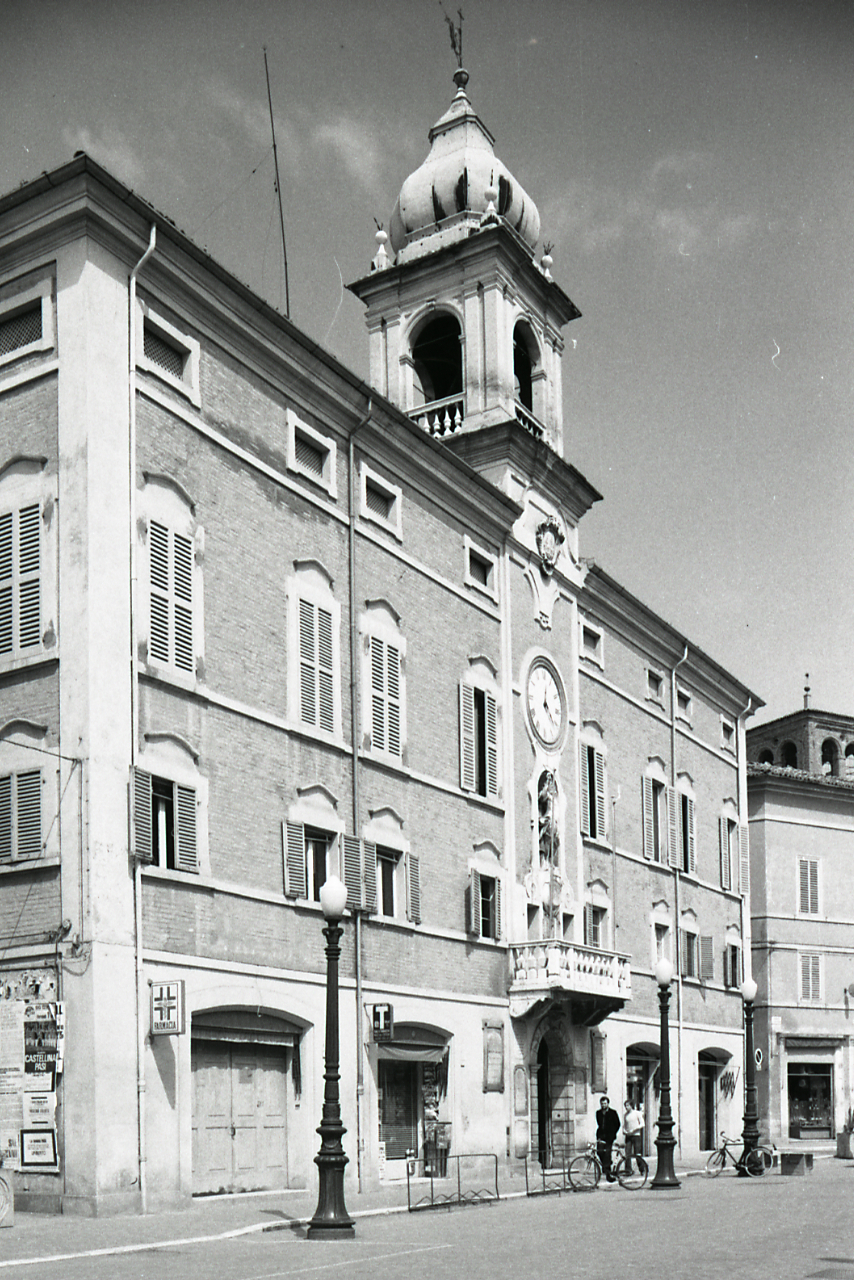
시청

피날레 에밀리아(Finale Emilia, 피날레어: Al Finàl, 모데네세: Al Finèl)는 이탈리아 에밀리아로마냐주 지역 모데나도의 코무네(자치단체)로, 볼로냐에서 북쪽으로 약 35km(22마일), 모데나 북동쪽에서 약 35km(22마일) 떨어져 있다.
피날레는 2012년 5월 20일 지진으로 인해 토레 데이 모데네시(시계탑)와 같은 여러 역사적 건축물과 지역 성과 대성당 대부분이 파괴되거나 손상되었다.